# George A. Carrell
Pour les articles homonymes, voir Carrell.
George Aloysius Carrell, né le 13 juin 1803 à Philadelphie (États-Unis) et décédé le 25 septembre 1868 à Covington, au Kentucky (États-Unis), est un prêtre diocésain de Philadelphie. Entré chez les Jésuites en 1835 il est nommé  premier évêque de Covington en 1853.

## Biographie

### Formation sacerdotale et jésuite
Né le 13 juin 1803 à Philadelphie, en Pennsylvanie (États-Unis), George Carrell suit le cours de formation sacerdotale et est ordonné prêtre (20 décembre 1827) pour le diocèse de sa ville natale, Philadelphie.  
Après huit ans de travail pastoral dans le diocèse de Philadelphie il demande à être admis dans la Compagnie de Jésus et commence son noviciat à Florissant (Missouri) le 19 août 1835. Il est le premier prêtre né sur le sol américain à entrer chez les Jésuites et il appartient au groupe des six prêtres parmi les treize novices de sa promotion. L’engagement missionnaire des Jésuites du Missouri les attire.   
Après un an de noviciat le père Carrell est envoyé à l’Université de Saint-Louis (St. Louis, Missouri) où il occupe diverses fonctions. Recteur de l’institution académique à partir de 1843 (jusqu’en 1847), il complète les formalités permettant l’ouverture de la faculté de droit. Par la suite, il fait du travail pastoral jusqu’en 1851, date à laquelle il est nommé recteur du Xavier College de Cincinnati.
Nettement américain de perspective et mentalité le père Carrell a fréquemment des difficultés avec ses confrères missionnaires jésuites de la province du Missouri qui réagissent souvent avec une mentalité nationale européenne. Par ailleurs son origine américaine lui donne du poids parmi les évêques des États-Unis qui souhaitent le voir accepter un diocèse.

### Évêque de Covington
Lorsque Pie IX le nomme évêque du nouveau diocèse de Covington (séparé de Louisville) tout y est à faire. Dans ces comtés montagneux du Kentucky oriental l’évangélisation ne fait que commencer. Et le diocèse ne compte que six prêtres pour les 7000 catholiques repartis sur six paroisses, cinq missions et neufs autres ‘postes’ reculés. 
Ordonné évêque à Cincinnati le 1 novembre 1853 (des mains de Mgr John Baptist Purcell, archevêque de Cincinnati) Mgr Carrell invite ses confrères jésuites a œuvrer dans son diocèse : la paroisse de Lexington leur est offerte. Mais la mission du Missouri étant déjà très étendue le supérieur jésuite ne peut lui envoyer que quelques prêtres pour l’aider.     
Pour la construction de ses écoles paroissiales et le chantier de la cathédrale (ouvert la même année 1853) Mgr Carrell contracte de nombreuses dettes qu’il lui est presque impossible de rembourser. À plusieurs reprises, il souhaite démissionner et revenir à la vie du simple religieux jésuite, mais cela ne sera pas possible. 
Mgr Carrell reste responsable de son diocèse jusqu'à sa mort survenue le 25 septembre 1868, à Covington, au Kentucky (États-Unis). À sa mort le nombre de fidèles catholiques a triplé ; ils sont servis par un clergé jeune et bien formé et les institutions scolaires y sont nombreuses. 